# Yuna Itō
Pour les articles homonymes, voir Ito.
Yuna Itō, ou Ito, Itou, Itoh (伊藤由奈, Itō Yuna, née le 20 septembre 1983 à Los Angeles et élevée à Hawaii) est une chanteuse et actrice de nationalité américaine, de père japonais et de mère américaine d'origine coréenne, qui fait carrière au Japon.
Elle débute en 2005 dans le film Nana, réalisé par Kentarō Ōtani, où elle joue le rôle principal de la chanteuse Reira aux côtés de Mika Nakashima (Nana). Elle débute également une carrière régulière de chanteuse à cette occasion. Elle jouera encore dans le film Nana 2 en 2006, puis dans un drama en 2009, Chelsea Hotel he yōkoso. 
En 2007, elle a chanté en duo avec Céline Dion sur le single A World To Believe In, qui sort au Japon sous le titre Anata ga Iru Kagiri ~A World to Believe In~.

## Discographie

### Singles
1. Endless Story (7 septembre 2005) (Reira starring Yuna Ito)
2. Faith / Pureyes (1er mars 2006)
3. Precious (3 mai 2006)
4. Stuck on You (9 août 2006)
5. Losin' (6 septembre 2006)
6. Truth (6 décembre 2006) (Reira starring Yuna Ito)
7. I'm Here (14 mars 2007)
8. Mahaloha (27 juin 2007)
9. Urban Mermaid (24 octobre 2007)
10. Anata ga Iru Kagiri - A World to Believe In (16 janvier 2008) (avec Céline Dion)
11. Miss You (3 septembre 2008)
12. Koi wa Groovy x2 (26 novembre 2008)
13. Trust You (4 mars 2009)
14. Let It Go (11 novembre 2009)
15. Mamotte Agetai (3 novembre 2010)

### Albums
1. Heart (24 janvier 2007)
2. Wish (20 février 2008)
3. Dream (27 mai 2009)

### Compilations
1. Love (8 décembre 2010)

### Collaborations/Autres
- Nana Original Soundtrack (#16 Endless Story (Soundtrack Version)) (28 septembre 2005)
- Nana 2 Original Soundtrack (#22 Truth (Nana 2 original soundtrack version)) (20 décembre 2005)
- The Japan Gold Disc Award 2006 (#12 Endless Story) (1er mars 2006)
- Tribute To Céline Dion (#1 My Heart Will Go On) (26 septembre 2007)
- Céline Dion - A World To Believe In (Taking Chances World Tour) (10 mars 2008)
- J-Movie Songs (#3 Precious) (16 avril 2008)
- Shiawase ni Narou Uta (#1 Precious) (24 septembre 2008)
- Love (#5 Endless Story) (29 octobre 2008)
- Spontania feat. Ito Yuna - Ima Demo Zutto (今でもずっと) (28 janvier 2009)
- Mobile Suit Gundam 00 Original Soundtrack 04 (#30 trust you -Gundam 00 Version-) (1er avril 2009)
- Yume ga Kanau Uta (#3 Endless Story) (29 avril 2009)
- Gundam 00 Complete Best (#9 trust you) (8 juillet 2009)
- Gate Original Soundtrack (#8 Gate) (22 juillet 2009)
- Gundam Songs 145 (Disc 9 #9 trust you) (24 février 2010)
- Yasuragi wo Motomete (Ishii Tatuya feat. Ito Yuna) (安らぎを求めて) (7 juillet 2010)
- Ishii Tatuya - Moon & Earth (#3 Yasuragi wo Motomete feat. Ito Yuna) (安らぎを求めて) (9 mars 2011)

### Lives
- Yuna Ito 1st Live Tour 2007 “HEART”

## Filmographie
Films
- Nana (2005)
- Nana 2 (2006)

Drama
- Chelsea Hotel he Yōkoso (2009)